# WWE 2K24
WWE 2K24 é um videogame de simulação de esportes profissional de luta livre desenvolvido pela Visual Concepts e publicado pela 2K Sports. É a vigésima quarta parcela geral da série de videogames baseada na WWE, o décimo jogo sob a bandeira WWE 2K e o sucessor do WWE 2K23 de 2023. Foi lançado em 8 de março de 2024 para Microsoft Windows, PlayStation 4, PlayStation 5, Xbox One e Xbox Series X/S.
O WWE 2K24 recebeu críticas geralmente favoráveis após seu lançamento, com os críticos considerando que o jogo consiste, em grande parte, em melhorias e refinamentos incrementais em relação ao seu predecessor.

## Jogabilidade
Assim como seu predecessor, WWE 2K24 apresenta jogabilidade de luta livre em estilo arcade e simulação. Vários combates especiais retornaram, como luta em ambulância, luta de caixão, luta gauntlet e luta com árbitro convidado. O modo "Backstage Brawl" foi atualizado com mais variedade de armas e multiplayer para quatro jogadores. Novos recursos de combate incluem "Super Finishers", que permitem usar todas as três cargas de finalizador de uma vez, a capacidade de mergulhar em grupos de oponentes e novos objetos como armas, como microfones e latas de lixo.
O modo Showcase, intitulado "Showcase... of the Immortals", é centrado em combates notáveis da história da WrestleMania, incluindo recriações de seus respectivos locais (como o SoFi Stadium para a WrestleMania 39), sem o uso de nomes de arenas devido a questões legais. Ele abrange lutas como Ricky Steamboat VS. Randy Savage na WrestleMania III e Roman Reigns VS. Cody Rhodes na WrestleMania 39 Campeonato Indiscutível Universal da WWE (cinturões do Campeonato da WWE e Universal), culminando em uma luta Royal Rumble fictícia com 30 lutadores para determinar o "Campeão da WrestleMania". O modo incorpora imagens de arquivo e segmentos narrados por diversos lutadores da WWE, como Hulk Hogan, Seth Rollins e Cody Rhodes, sendo apresentado por Corey Graves.
O modo MyGM é semelhante ao do 2K23, mas adiciona recursos extras, como a capacidade de comprar melhorias permanentes para a produção, buscar talentos e fazer ofertas de troca entre marcas após eventos. Também apresenta quatro novos gerentes (Paul Heyman, Ted DiBiase, Theodore Long e William Regal) e uma nova marca, ECW. O modo MyUniverse foi igualmente atualizado, incluindo mais tipos de intervenções e suporte para combates de título duplo e a estipulação "quem perde sai da cidade". O tutorial dentro do jogo foi reformulado com diversas lições focando em diferentes mecânicas, apresentando superstars que estão treinando no WWE Performance Center, culminando em uma sessão de prática entre Cody Rhodes e Roman Reigns, com a opção de fazer o pin em Reigns para encerrar a sessão. Também foi incluído um vídeo de introdução ao tutorial reformulado, apresentado por Cathy Kelley e Coach Drew Gulak. O modo MyRise no 2K24 possui duas campanhas: a campanha da divisão masculina, "Undisputed", e a da divisão feminina, "Unleashed". Undisputed acompanha "The Dark Horse", um recém-coroado campeão indiscutível que tenta escapar da sombra de Roman Reigns. Unleashed acompanha "The Captain", um lutador do circuito independente que foi recentemente contratado pela WWE.

## Desenvolvimento
Em maio de 2023, durante uma teleconferência anual de resultados trimestrais realizada pela holding da 2K, a Take-Two Interactive, o WWE 2K24 foi anunciado como um título futuro com lançamento previsto para o ano fiscal de março de 2024.
O jogo foi oficialmente anunciado em 22 de janeiro de 2024, com lançamento marcado para 8 de março para PC, PlayStation 4, Xbox One, PlayStation 5 e Xbox Series X/S. Cody Rhodes foi anunciado como o estrela da capa da edição padrão, enquanto Bianca Belair e Rhea Ripley, do grupo The Judgment Day, foram anunciadas como as estrelas da capa da edição deluxe. Uma "Edição de 40 Anos de WrestleMania" também foi anunciada, com sua capa apresentando um collage de lutadores da WWE atuais e do passado..

## Lançamento
O jogo foi lançado em 8 de março de 2024. Nos Estados Unidos, todas as cópias do jogo incluem um teste de um mês da Peacock. Os bônus de pré-venda incluíam uma cópia digital do WWE 2K23 e um pacote da Nightmare Family com quatro personagens (Stardust, "Undashing" Cody Rhodes, Dusty Rhodes e Billy Graham) e três cartões MyFaction de ouro (incluindo "Bruised" Cody Rhodes e o cachorro de Rhodes, Pharaoh, como manager). A edição Deluxe ofereceu acesso antecipado a partir de 5 de março, o passe de temporada e vantagens como a capacidade de desbloquear imediatamente todo o elenco do jogo, um "Mega-Boost" para lutadores personalizados no modo MyRise e trajes alternativos para Bianca Belair e Rhea Ripley.
A edição "40 Anos de WrestleMania" é uma versão ampliada da edição Deluxe, que também inclui o Lincoln Financial Field (local da WrestleMania XL), sem o uso do nome da arena devido a questões legais. Esta edição desbloqueia todo o elenco no modo 2K Showcase e também adiciona trajes alternativos e cartões MyFaction para Charlotte Flair, Randy Savage, Rey Mysterio, Rhea Ripley e Triple H, baseados em suas aparições mais notáveis na WrestleMania.

## Recepção
O WWE 2K24 possui avaliações "geralmente favoráveis" segundo o Metacritic, com as diferentes versões para plataformas tendo médias ponderadas em torno de 80/100 nas críticas.
Mark Delaney, da GameSpot, destacou que o WWE 2K24 fez "melhorias apreciáveis, embora não revolucionárias, na sólida base do ano passado", incluindo uma execução mais "fluida" das cadeias de movimentos e Super Finishers. No entanto, ele observou que a física do cabelo ainda estava "estranha" e as animações associadas a movimentos no topo das cordas ainda apresentavam problemas de "deformação" que "comprometiam o nível de realismo" na apresentação do jogo. Ele também mencionou melhorias incrementais nos modos MyGM e MyUniverse, e considerou que o showcase da WrestleMania se assemelhava a um "documentário jogável da WrestleMania", que mistura imagens de arquivo com gameplay, mas sentiu que precisava de mais entrevistas para ajudar a "contextualizar" as lutas.
A IGN também observou que "é preciso analisar o 2K24 com um pente fino para encontrar diferenças significativas entre esta e a edição do ano passado". Eles notaram que a maioria do elenco (exceto Bayley) estava visualmente precisa em relação às suas aparências na vida real e apresentava menos "gimmicks" desatualizadas, além de novas opções de combate, como Super Finishers e pequenos objetos, como microfones, como armas, e melhorias na IA. A volta de combates especiais, como gauntlet, ambulância, caixão e de árbitro convidado, também foi destacada. O modo Showcase foi criticado por ser "cheio de lutas que simplesmente não são tão especiais quanto são apresentadas", pela mistura abrupta de imagens de arquivo em live-action e pela exclusão de certas lutas. Em conclusão, foi dito que "há recursos novos suficientes adicionados a cada aspecto desta iteração que tornam a experiência de voltar ao ringue bastante válida. No entanto, velhos problemas persistem, como fazer o modo Showcase de séries documentais parecer agradável de jogar, criar um tom e ritmo mais consistentes em MyRise, e elevar mais membros do elenco atual ao alto padrão visual que atualmente só é alcançado pelos superstars mais populares".